# 카옌고추
카옌고추(영어: Cayenne pepper 카옌 페퍼[*])는 고추의 일종이다. 남아메리카 프랑스령 기아나에 위치한 도시인 카옌이 이 고추 이름을 따서 지어졌다.

## 같이 보기
- 고춧가루